# Destour
Le Destour, également appelé Parti libéral constitutionnel, est un parti politique tunisien fondé en 1920 et dont le but est de libérer la Tunisie du protectorat français.
Généralement traduit par « constitutionnel », le terme Destour est vraisemblablement d'origine persane, via le turc présent en Afrique du Nord du Moyen Âge au XIXe siècle, car il n'y a aucune trace de ce mot ni dans la langue arabe de la période pré-islamique, ni dans le Coran ou les hadîths, ni encore dans la littérature arabe de la période précédant la période ottomane où ce mot commence à être employé en Égypte.
Le Destour, héritier du mouvement des Jeunes Tunisiens, naît le 6 juin 1920. Un grand nombre de notables, dont des médecins et des avocats qui ont pignon sur rue, certains membres de la famille beylicale et de familles bourgeoises mais également des journalistes connus et nombre de personnalités tunisiennes de l'époque y adhèrent. Adepte de revendications restant dans le cadre légal, il est dépassé dès 1934 par le Néo-Destour qui n'hésite pas à recourir à la violence pour faire avancer la cause nationaliste. Il se replie alors sur une position jusqu'au-boutiste qui l'amène à réclamer l'indépendance sans préalables alors que son concurrent est prêt à y accéder par étapes. Malgré ses appuis auprès de la famille beylicale, ce programme politique le marginalise et l'empêche de jouer un rôle important dans la conquête finale de l'indépendance.

## Contexte
Les expulsions et les internements dont sont victimes en 1912 les dirigeants du mouvement des Jeunes Tunisiens (Ali Bach Hamba, Abdelaziz Thâalbi, Mohamed Noomane, Hassen Guellaty, Chedly Dargouth, Mokhtar Kahia et Sadok Zmerli) met un terme à leur action. Après leur amnistie, ils rentrent à Tunis mais l'éclatement de la Première Guerre Mondiale les incite à attendre des jours meilleurs avant de relancer leurs revendications.
La fin de la guerre et les Quatorze points de Wilson qui proclament le 8 janvier 1918 la nécessité de prendre en compte les intérêts des populations colonisées sont le signal du réveil du combat nationaliste en Afrique du Nord. Dès le 18 novembre, les Égyptiens entament les négociations sur l'indépendance de leur pays. Le 1er juin 1919, la Tripolitaine obtient le « statuto » qui institue un parlement libyen élu au suffrage universel et un gouvernement à majorité musulmane (huit membres sur dix).
Les Tunisiens ne restent pas inactifs. Les réunions se multiplient entre les anciens Jeunes Tunisiens auxquels se joignent de nombreux nouveaux membres. Ils décident alors de rédiger un pamphlet reprenant leurs revendications. En juin 1919, Abdelaziz Thâalbi quitte Tunis pour Paris. Pendant six mois, il compile les travaux préparés par Ali Kahia, Sadok Zmerli, Chedly Kastalli et Hamouda Mestiri. Le 29 décembre 1919, les 2 000 exemplaires de La Tunisie martyre sont imprimés et envoyés aux représentants du gouvernement français, aux parlementaires et aux responsables des partis politiques français, ainsi qu'aux principaux organes de presse en France et à l'étranger. En France, le livre a un grand retentissement, notamment dans les milieux de gauche : il suscite ainsi l'intérêt de L'Humanité (alors organe du Parti socialiste français).
Pour appuyer le succès rencontré par le livre, Thâalbi ne cesse de réclamer l'envoi à Paris de pétitions copieusement couvertes de signatures. L'accueil qui leur est réservé incite alors les nationalistes à créer un parti. Ils sont bientôt rejoints par les milieux religieux ulcérés par le décret du 10 mai 1920 qui recommande la mise en valeur de toutes les terres improductives, ce qui vise en premier lieu les habous privés.

## Création du Destour
Le 1er février 1920, au domicile d'Ali Kahia, un accord s'établit entre ce dernier et Hassen Guellaty, Mohamed Noomane, Taïeb Jemaïel, Tahar Ben Ammar et Sadok Zmerli pour revendiquer une Constitution et une assemblée élue et envoyer à Paris une délégation chargée d'appuyer Thâalbi dans ses démarches. Mais des réticences apparaissent rapidement par rapport au programme présenté dans La Tunisie martyre. Au bout de plusieurs mois d'échanges, il est décidé de résumer les revendications en neuf points :
- une assemblée délibérative composée de membres tunisiens et français élus au suffrage universel, maîtresse de son ordre du jour et à compétence budgétaire étendue ;
- un gouvernement responsable devant cette chambre ;
- la séparation absolue des pouvoirs législatif, exécutif et judiciaire ;
- l'accès des Tunisiens à tous les postes administratifs à condition de présenter les garanties intellectuelles et morales requises chez les candidats français ;
- l'égalité des traitements des fonctionnaires occupant, à compétence égale, des fonctions identiques, sans qu'il soit fait de différence en faveur des Européens au détriment des Tunisiens ;
- l'organisation de municipalités élues au suffrage universel dans tous les centres de la Tunisie ;
- l'instruction publique obligatoire ;
- la participation des Tunisiens à l'achat des lots de l'agriculture et des terres domaniales ;
- la liberté de la presse, de réunion et d'association.

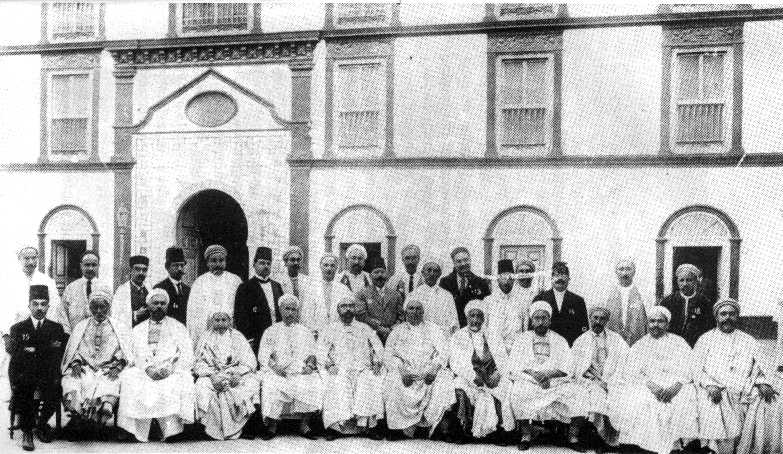
Délégation envoyée auprès de Naceur Bey.

La dernière réunion, considérée par la suite comme fondatrice, a lieu le 6 juin 1920, correspondant au 17 ramadhan 1338, au domicile de Hamouda Mestiri. Les cartes d'adhésion du Destour, distribuées plus tard, portent la mention : « fondé le 17 ramadhan 1338 ». Même si ses créateurs ne pensent pas alors à fixer des statuts ou un règlement intérieur, la date du 6 juin 1920 peut être considérée comme la date de naissance du Destour. Ses dirigeants de la première heure sont alors Ali Kahia, Abdelaziz Thâalbi (président), Ahmed Essafi (secrétaire général), Mohamed Noomane, Chedly Kastalli, Tahar Mehiri, Sadok Zmerli, Hassen Guellaty, Ahmed Sakka, Salah Farhat, Taïeb Jemaïel, Chedli Khaznadar et Mohieddine Klibi.
Le 15 juin 1920, ces revendications sont publiées par le journal Essawab sous le titre « Le Destour à Tunis ». Le 16, à l'occasion d'une réception en l'honneur du résident général de France, un mudariss (professeur) de la Zitouna, Sadok Ennaifer, tient un discours relayant les revendications nationalistes. Le 18, avec l'aide du fils du bey, Moncef, il récidive en prenant la tête d'une délégation de trente personnes chargée de remettre à Naceur Bey les revendications destouriennes. Cette délégation comprend des professeurs de la Zitouna (Sadok Ennaifer et Othman Belkhodja), des notables (Mohamed Bouhachem, Taïeb Radhouan, Ali Kahia, Hamouda Mestiri et Tahar Mehiri), des journalistes (Sliman Djadoui et M'hamed Djaïbi) et des oukils magistrats et employés (Youssef Zouiten, Mohamed Ben Ammar, Ahmed El Atki et Mohamed Riahi).
Le résident général réagit en suspendant les zitouniens pour une durée de six mois et les fonctionnaires pour trois mois. Mais pour la première fois, Naceur Bey refuse de signer les décrets de suspension qui doivent se contenter de la signature du grand vizir.

## Première délégation à Paris
Le 8 juin 1920, une délégation composée de trois avocats (Ahmed Essafi, Salah Bel Azouza et Béchir Acacha) et deux cheikhs de zaouïas (Béchir El Boukri et Mustapha El Bahi) rejoignent Thâalbi à Paris pour présenter les revendications destouriennes au gouvernement français. Tahar Ben Ammar les rejoint le 17. Reçus par le président de la Chambre des députés Raoul Péret, ils sont éconduits par Alexandre Millerand, président du Conseil et ministre des Affaires étrangères qui les renvoie devant son sous-directeur de l'Afrique, Maurice Delarue Caron de Beaumarchais, le 31 juillet.
Dans le même temps, le 28 juillet, Thâalbi est arrêté à Paris et envoyé devant le conseil de guerre à Tunis sous l'inculpation d'atteinte à la sûreté de l'État. Il est alors remplacé par Ferhat Ben Ayed qui échappe à l'arrestation grâce à sa qualité de protégé anglais. Il entame alors des démarches auprès des hommes politiques français dans l'espoir de pouvoir organiser une deuxième délégation.
Malgré les apparences, cette délégation ne connaît pas un échec complet : le remplacement du résident général Étienne Flandin est décidé et la politique de confiscation des terres habous qu'il avait décidée est mise en sommeil.

## Deuxième délégation à Paris

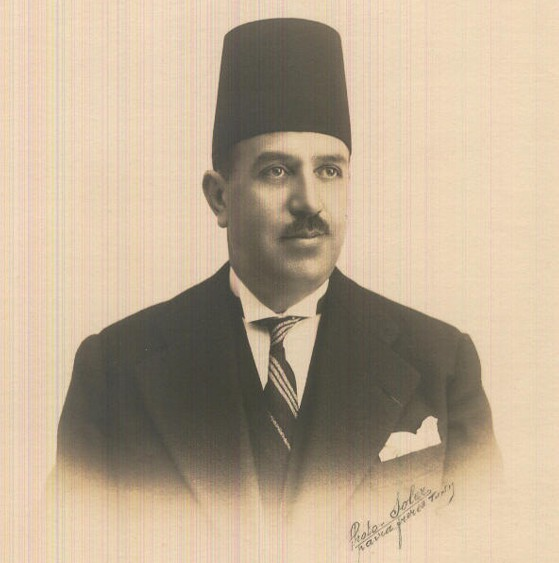
Tahar Ben Ammar en 1916.

Le 25 décembre 1920, une deuxième délégation présidée par Tahar Ben Ammar arrive à Paris. Elle comprend un avocat juif (Elie Zérah, adjoint), un avocat musulman (Hassouna Ayachi, secrétaire), un délégué à la Conférence consultative tunisienne (Abderrahman Lazzem) et un notable (Hamouda Mestiri). Dès le 27, grâce aux contacts noués par Ferhat Ben Ayed, ils sont reçus par Lucien Saint, le nouveau résident général, qui a reculé son départ pour Tunis pour les recevoir et entendre leurs doléances. En janvier 1921, ils rencontrent le président du Conseil Georges Leygues et son successeur Aristide Briand. Aucun ne s'engage sur les réformes à appliquer en Tunisie mais des consignes sont données à Lucien Saint pour apporter des réponses aux Tunisiens. Pour rassurer les Français sur le loyalisme de leur démarche, Tahar Ben Ammar écrit au journal Le Temps un courrier qui paraît dans l'édition du 30 janvier 1921 : « Nous demandons une chambre délibérative élue au suffrage universel ou, à défaut, au suffrage le plus large, à condition d'en assurer l'indépendance complète vis-à-vis de l'administration, où siègeraient, en nombre égal, Français et Tunisiens, dans une collaboration permanente, pour que les Français profitent de notre expérience et pour que nous profitions des expériences des Français »,.
De retour à Tunis, la délégation rend compte de sa mission, le 25 mars 1921, dans un grand meeting. Cette réunion publique, tenue place des Moutons devant une foule nombreuse, est autorisée par l'administration mais les discours restent modérés au point qu'Ahmed Essafi qui préside le meeting fait acclamer la France et son nouveau résident.
Des mesures symboliques sont mises en œuvre : l'état de siège en vigueur depuis 1911 est levé en mars 1921 et Abdelaziz Thâalbi est amnistié en mai. Un ministère de la Justice est créé le 24 avril ; son premier titulaire est Tahar Kheireddine, fils de Kheireddine Pacha, figure emblématique des réformes au XIXe siècle.
Mais le résultat le plus important obtenu par cette délégation est le retentissement de sa démarche. La presse française s'en est largement fait l'écho et des parlementaires français ont relayé les revendications. Il n'est maintenant plus possible de faire croire à l'opinion française que les Tunisiens sont ravis de leur sort. Pour la première fois, un mouvement organisé propose un programme politique cohérent pour faire évoluer la situation en Tunisie vers des institutions qui prendraient en compte, non seulement les vœux des colons, mais aussi ceux de la population locale. On ne parle pas encore d'indépendance et pourtant ce programme semble beaucoup trop ambitieux à beaucoup de membres du Destour.

## Scission au sein du Destour et création du Parti réformiste
Bien que membre fondateur du Destour, Hassen Guellaty n'a jamais caché qu'il était en désaccord avec la demande de la création d'une assemblée législative devant laquelle le gouvernement engagerait sa responsabilité. Il reproche également à Thâalbi les exagérations contenues dans La Tunisie martyre. L'échec de la première délégation le pousse à désigner des personnalités modérées dans le groupe qui doit partir en décembre 1920. Membre du Parti socialiste, il est conscient que les deux premiers points des revendications destouriennes n'ont aucune chance d'être adoptés et il tente en vain de persuader Tahar Ben Ammar d'y renoncer. Il refuse alors de faire partie de la deuxième délégation, ce qui est vécu comme une trahison par les autres membres du parti et par la presse nationaliste. Traité de « vendu », il quitte le Destour et fonde le Parti réformiste destourien le 16 avril 1921. Il est suivi par Mohamed Noomane, Béchir Acacha, Hassouna Ayachi, Ahmed Bennis, Mohamed Bourguiba, Rachid Hayder, Sadok Zmerli, Tahar Mehiri, Mohamed Mohsen et Chedly Kastalli. Tahar Ben Ammar les rejoint à la fin de l'année.
Ce nouveau parti se voit comme un interlocuteur du résident général pour faire avancer les réformes en Tunisie. Sa création n'affaiblit que modérément le Destour qui commence à la même époque à créer des cellules dans tout le pays pour répandre les idées nationalistes, une démarche très éloignée des méthodes préconisées par Guellaty.
Paradoxalement, la naissance officielle du Destour est postérieure à celle du Parti réformiste puisqu'elle est datée du 29 mai 1921. C'est ce jour-là que, dans la résidence de Hamouda Mestiri à La Marsa, après d'âpres discussions est entérinée la dénomination du nouveau parti en « Parti libéral constitutionnel tunisien » (Hizb al-Hor al-Destouri) ou plus simplement Destour.

## Consultation Barthélemy-Weiss

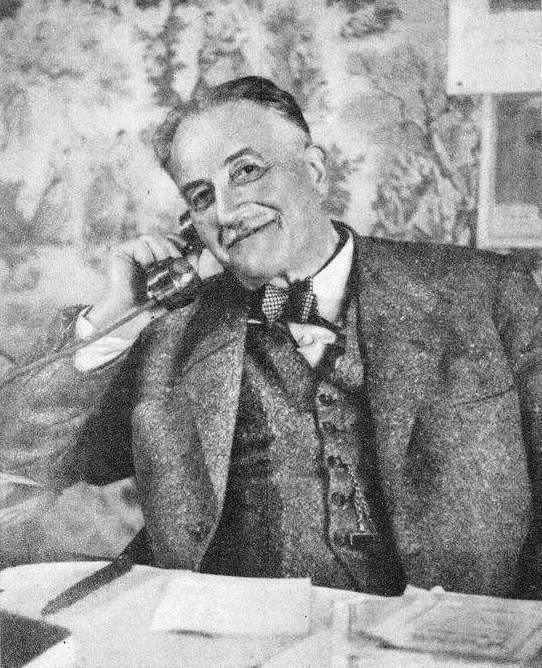
Joseph Barthélémy en 1942.

Dès son retour à Tunis, Lucien Saint avait douché l'optimisme des destouriens en leur déclarant le 21 janvier qu'il y avait incompatibilité entre Constitution et protectorat. C'était donc une menace à peine voilée contre le jeune parti qui courait le risque d'être dissous et poursuivi pour atteinte aux traités. Pour contrer cette menace, Thâalbi et ses camarades ont l'idée de demander leur avis à des juristes français. Farhat Ben Ayed consulte alors Joseph Barthélemy et André Weiss, tous deux professeurs de droit public, en leur posant quatre questions :
- Le peuple tunisien peut-il s'adresser par voie de pétition à son souverain ?
- La Constitution écrite en 1861 a-t-elle toujours une existence juridique ?
- Le rétablissement de cette Constitution, à supposer son existence, est-il compatible avec le régime du protectorat ?
- Le régime constitutionnel est-il compatible avec le protectorat ?

Les réponses à cette consultation sont remises le 6 août à De Beaumarchais, sous-directeur d'Afrique-Levant, par le député Paul Painlevé, futur président du Conseil, accompagné par Farhat Ben Ayed :
- Le peuple tunisien a le droit de formuler des pétitions, le bey est compétent pour les recevoir ;
- La Constitution de 1861 n'a pas toujours été fidèlement observée mais cette Constitution n'a pas été abrogée bien qu'elle ait été violée ;
- Une réforme constitutionnelle peut être introduite en Tunisie par l'accord du bey et du gouvernement français ;
- Le régime constitutionnel est compatible par essence avec le régime du protectorat. La compatibilité d'une certaine liberté politique et administrative avec le régime du protectorat n'est pas douteuse du point de vue juridique. Quant au degré de cette liberté, c'est une question politique à régler par l'accord de l'État protecteur et du gouvernement protégé.

Cette consultation conforte les destouriens dans leur démarche et rassure les sympathisants qui craignaient de tomber dans l'illégalité. L'argument de l'incompatibilité entre Constitution et protectorat ne sera jamais plus utilisé par la résidence générale.
Le 25 décembre 1938, en réponse à la commission rogatoire délivrée par le juge chargé de l'instruction des événements du 9 avril 1938, Joseph Barthélémy répond : « Je crois pouvoir affirmer que je n'ai délivré aucune consultation avec M. André Weiss. J'affirme que je n'ai jamais délivré une consultation payante. J'affirme que je n'ai jamais délivré une consultation à un parti quelconque. J'affirme que je n'ai jamais étudié la Constitution de 1861. Du Traité du Bardo, je sais ce que sait un Français cultivé. De la Convention de la Marsa, je ne sais pas davantage. Si j'ai écrit quelque chose sur ce problème, je suis en droit de demander qu'on me mette le texte sous mes yeux. De consultation en forme, sous ma responsabilité de jurisconsulte, je ne croirais que j'en ai délivré une que si on me la présente en original ou en copie ».

## Actions de Ferhat Ben Ayed
Les amitiés que Ferhat Ben Ayed a nouées dans les milieux politiques parisiens lui permettent de faire revenir le problème tunisien à la Chambre des députés. Une loi du 31 juillet 1920 avait autorisé le gouvernement tunisien à émettre un emprunt de 225 millions de francs. Le 2 février 1922, profitant de l'amitié des députés Pierre Taittinger et Maurice Barrès, il réussit à faire déposer sur le bureau de la chambre une proposition de résolution portant la signature de 25 parlementaires (Henri Auriol, Barrès, Paul Escudier, Henri Fougère, Henry Paté, Jean Fabry, Taittinger, Charles Bertrand, Joseph Barthélemy, Marcel Gounouilhou, Édouard Soulier, Yves Picot, Paul Bénazet, Maurice de Rothschild, Paul Painlevé, Louis Antériou, Henri Fiori, Georges Noblemaire, Olivier Deguise, André Renard, Léon Girod, Albert Meunier, Joachim Murat, Charles Bernard et Paul Cassagnac) et ainsi conçue : 
« Le Gouvernement est invité à prendre les mesures nécessaires pour qu'il soit sursis à l'émission de l'emprunt tunisien jusqu'au jour où le gouvernement français, d'accord avec le bey de Tunis, souverain régnant, accordera au peuple tunisien une charte constitutionnelle basée sur le principe de la séparation des pouvoirs, avec une assemblée délibérante élue au suffrage universel, à compétence budgétaire étendue et devant laquelle le gouvernement local (tunisien) sera responsable de sa gestion, sans que cette responsabilité puisse excéder les limites des questions d'intérêt purement local,. »
Les nationalistes destouriens attendent avec impatience le vote de cette résolution conforme à leurs attentes. La crise au palais de La Marsa va ruiner leurs espoirs.

## Crise d'avril 1922
Les idées destouriennes ont gagné le palais beylical. L'un des membres fondateurs du parti, Chedli Khaznadar, est le commandant de la cour beylicale. Les princes Moncef, Hassine, Hachemi et Mohamed sont acquis aux idées nationalistes et veulent profiter de la prochaine venue du président de la République française Alexandre Millerand, pour manifester leur opposition au protectorat et leur ralliement aux idées nationalistes.
Afin de dissocier la cour du Destour, une interview de Naceur Bey par les journalistes du Petit Journal est organisée et publiée le 22 mars. Il reconnaît dans l'entretien que la création d'une assemblée devant laquelle le gouvernement serait responsable est contraire aux traités du protectorat. Devant le tollé provoqué en Tunisie par sa déclaration, le monarque sent qu'il a été piégé par Lucien Saint. Le 3 avril, excédé, il annonce au résident général son intention d'abdiquer. Le 5 avril, en signe de soutien au bey, Tunis se met spontanément en grève et une manifestation imposante se rend à La Marsa pour persuader le bey de ne pas abdiquer et de rester ferme sur ses positions. Le même jour, on manifeste à Métouia et les jours suivants à Souk El Khemis et Gafsa.
Le soir même, Lucien Saint se rend au palais beylical en grand apparat et avec une escorte militaire. Tour à tour conciliant et menaçant, il finit par convaincre le bey de signer le texte qu'il a apporté et qui annonce son intention de rester sur le trône. Mais le monarque parvient à lui remettre un programme de revendications en 18 points inspirées des demandes du Destour et traduites par Moncef Dellagi en ces termes : 
- Assemblée législative élue par élection générale et approbation de Notre Seigneur le bey ;
- Gouvernement responsable ;
- Le bey choisit le président du Conseil des ministres. Celui-ci forme le ministère ;
- Les ministres sont tous tunisiens ainsi que leurs conseillers ;
- L'Assemblée législative s'ouvrira chaque fois en présence du bey. En cas d'absence de ce dernier pour une impossibilité, il déléguera qui il voudra ;
- Le grand vizir préside le Conseil des ministres. Le bey réunit le conseil lorsque c'est nécessaire ;
- Répartition des emprunts d'une manière équitable entre Tunisiens ;
- Abolition de l'achat des terres achetées par la colonisation avec l'argent du gouvernement tunisien ;
- Abolition absolue du décret de naturalisation des Tunisiens, qu'ils aient servi ou non dans l'armée ;
- Les soldats tunisiens ne porteraient que leur drapeau ;
- Respect de la totalité des habous privés et publics ;
- Instruction obligatoire ;
- Création d'universités dans le royaume de Tunis et envoi au dehors des élèves ayant obtenu des diplômes supérieurs pour y terminer et compléter leurs études de sciences modernes ;
- Respect du corps du charaâ et du corps judiciaire avec l'instruction complète ;
- Encouragements du gouvernement aux populations indigènes pour les entreprises publiques telles que l'agriculture, commerce, etc. ;
- Application des règlements français en ce qui concerne la liberté de la presse et la liberté de réunion ;
- S'intéresser aux membres de la famille royale matériellement et moralement ;
- En ce qui concerne les affaires de la famille, s'en référer particulièrement à Son Altesse le Bey.

Dès le lendemain, le texte signé par le bey paraît au Journal officiel : 
« Des bruits répandus ont ému mes sujets. J'ai été très touché des manifestations de leur affection et je tiens à les rassurer que je n'ai pas l'intention de quitter le trône de mes ancêtres. J'ai confiance dans la France protectrice pour assurer le bonheur de mes sujets, dans l'esprit des traités qui lient la dynastie husseinite à la France. »
Lucien Saint pense que la crise est terminée mais, le 9 avril, le journal Tunis socialiste publie en première page une déclaration d'Ahmed Essafi révélant la remise par le bey du programme en 18 points assorti d'un ultimatum de quatre jours pour y apporter une réponse. Malgré le démenti de la résidence générale, poussé par ses fils, Naceur Bey confirme le soir même au représentant français qu'il attend sa réponse aux 18 points. Conscient de la faiblesse du monarque et de ses ennuis de santé (il décédera trois mois plus tard), Saint attend une semaine avant de se rendre au palais de La Marsa le 15 avril, en grand apparat et avec escorte militaire. Menacé d'être déporté et dépossédé, le bey renonce aux 18 points et accepte l'internement au palais de ses fils après qu'ils ont présenté des excuses au résident général. Il reçoit toutefois satisfaction sur l'une de ses principales revendications : le renvoi de son grand vizir Taïeb Djellouli.

Les destouriens apprennent sa soumission lorsqu'ils reçoivent Chedli Khaznadar qui leur demande au nom du bey d'insérer dans les journaux arabes l'appel suivant : 
« Son Altesse demande au parti et à la population de recevoir dignement son hôte le président de la République française, avec tous les égards dus à son rang et toutes les marques de la traditionnelle hospitalité tunisienne.

Son Altesse a reçu la promesse formelle de la part du résident général que toutes les revendications nationales tunisiennes, qui sont aussi celles de Son Altesse soient satisfaites dans le prochain plan de réformes. »
Sous la pression de ses fils, Naceur Bey revient sur ses concessions le 16 avril à la grande fureur de Saint qui songe à rétablir l'état de siège. C'est alors le général Félix Adolphe Robillot, commandant la division d'occupation de la Tunisie, qui prend le relais du résident général en se rendant le 18 au palais beylical pour raisonner le monarque. L'intervention de celui qui occupe le poste de ministre de la Guerre du gouvernement tunisien impressionne le bey et ses fils qui abandonnent toute velléité de résistance.
La répression s'abat sur ceux qui ont participé au mouvement : Chedli Khaznadar est démis de ses fonctions, les fonctionnaires ayant participé à la manifestation du 5 avril sont suspendus pour six mois et le journal Essawab est suspendu le 6 avril pour ne reparaître qu'en juin 1923. Les autorités du protectorat s'acharnent par la suite contre le Destour, traquant ses membres et empêchant les réunions. Plus rien ne s'oppose à la visite présidentielle qui se déroule sans anicroche du 24 au 30 avril.

Abasourdis par ce qui se passe à Tunis, les parlementaires signataires de la résolution favorable au Destour retirent leur soutien. Taittinger écrit dans le Journal des débats du 26 avril : 
« Des hommes comme Thaâlbi et Essafi agitent devant les populations tunisiennes le rêve insensé de je ne sais quel royaume arabe, destiné à rejeter la France dans la mer […] J'approuve tout ce que fait le résident général pour les réduire à l'impuissance. »
 La résolution parlementaire est finalement repoussée par 485 voix contre 65 le 5 juillet 1922 et l'emprunt est maintenu.

## Début de l'affaiblissement

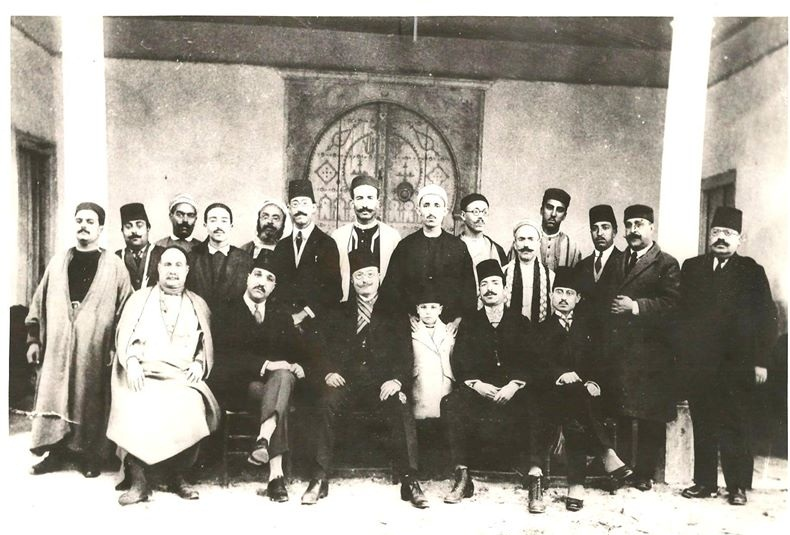
Membres du Destour en 1923.

Le décret du 13 juillet 1922 supprime l'ancienne Conférence consultative et la remplace par le Grand Conseil, conçu comme une émanation d'assemblées locales : les conseils de cheikhats, de caïdats et de régions. Le Destour tente de les combattre mais sans succès pendant que d'autres notables approuvent les réformes. Ainsi, Sadok Ennaifer — qui avait défié le résident général le 16 juin 1920 — assume dans le journal Es Zohra approuver « les réformes comme une étape nécessaire vers un régime libéral, et déclare qu'au point de vue religieux, il n'était pas licite à un musulman de les critiquer, Son Altesse le Bey étant trop avisé pour ne pas les avoir étudiées avant de les promulguer ». Sa nomination au poste de cadi de Tunis avait déjà récompensé son ralliement quand il fait cette déclaration.
Le parti est peu à peu vidé de ses forces vives. Une loi promulguée soumet les souscriptions publiques à une autorisation préalable, ce qui a pour effet de tarir les ressources du parti. Habilement, Lucien Saint utilise les promotions ou les menaces pour inciter ses membres à abandonner la politique. Ferhat Ben Ayed est dénigré et réduit à la misère au point d'accepter un poste de caïd et de quitter le parti, Hamouda Mestiri démissionne de sa fonction de trésorier le 18 août 1922. Découragé, Abdelaziz Thâalbi quitte la Tunisie fin août 1923,.
Le 20 décembre 1923, une nouvelle loi est promulguée facilitant l'accès à la nationalité tunisienne pour les étrangers autres que pour les Italiens et les « sujets de Son Altesse le Bey ». Le Destour tente à nouveau de s'y opposer par une campagne de télégrammes. Leurs tentatives pour obtenir une condamnation des autorités religieuses reste vaine car la naturalisation est facultative. La signature du texte de loi par Habib Bey met fin à leur campagne.

## Union avec le mouvement syndical

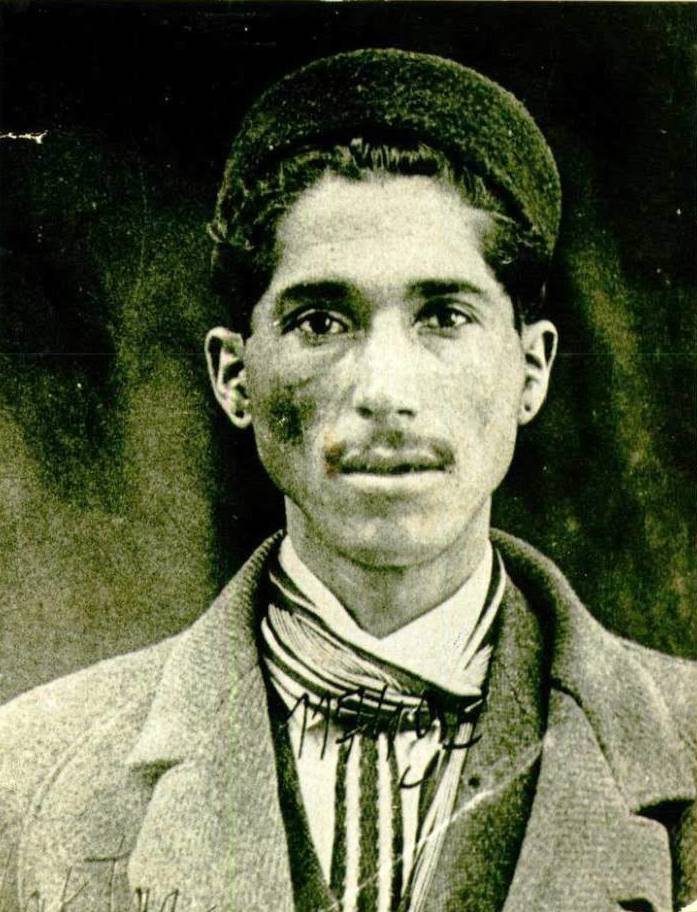
Portrait de Mohamed Ali El Hammi.

Si la lutte politique ne produit que de médiocres résultats, la création de cellules destouriennes à travers tout le pays est beaucoup plus efficace. Les revendications sociales sont alors prises en compte par la fédération tunisienne de la Confédération générale du travail affiliée au Parti communiste français. Voulant gagner du terrain sur les communistes, le Destour engage une propagande active auprès des travailleurs. En même temps qu'on demande aux ouvriers de se mettre en grève, on leur suggère aussi de s'affilier au Destour et de se joindre, par conséquent, au mouvement national. Cette politique de recrutement porte ses fruits puisqu'on estime en 1924 ses effectifs à 45 000 adhérents, principalement recrutés parmi les notables pour ses dirigeants et parmi les artisans, commerçants, agriculteurs et petits propriétaires pour la base.
Les Destouriens trouvent un allié précieux en la personne de Mohamed Ali El Hammi qui tente de créer un mouvement syndical spécifiquement tunisien. C'est fait le 31 octobre 1924 lors de la création de la Confédération générale des travailleurs tunisiens (CGTT). Plusieurs grèves sont déclenchées à Bizerte (juillet 1924), Tunis (11 octobre) et Sfax (15 octobre). En décembre 1924 et janvier 1925, de nombreuses grèves unissent le prolétariat rural du cap Bon et de Potinville et les ouvriers de Tunis et Hammam Lif. Pour y mettre fin, on arrête les meneurs : le leader communiste Jean-Paul Finidori, le chef syndicaliste Mohamed Ali El Hammi et quatre secrétaires généraux de syndicats, Mokhtar Ayari pour les traminots, Mohamed Ghannouchi pour les portefaix de la halle aux grains, Mahmoud Kabadi pour les fabricants de chéchias et Ali Karoui pour les revendeurs du marché central de Tunis. Le procès dit du « complot destouro-communiste » s'ouvre le 12 novembre 1925. Les Tunisiens sont défendus par des avocats du Destour : Ahmed Essafi, Salah Farhat et Taïeb Jemaïl. Le verdict est sévère : tous les accusés sont expulsés de Tunisie. Le calme revient chez les ouvriers.

## Troisième délégation à Paris

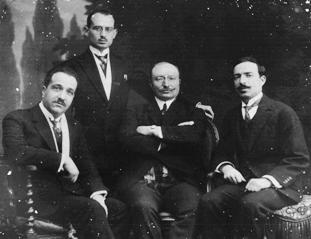
Troisième délégation à Paris en décembre 1924 : Salah Farhat, Ahmed Taoufik El Madani, Ahmed Essafi et Taïeb Jemaïl.

Le 29 novembre 1924, une délégation comprenant Ahmed Essafi, Taïeb Jemaïl, Salah Farhat et Ahmed Taoufik El Madani se rend à Paris pour tenter de renouer les liens avec les parlementaires échaudés par la crise de 1922. On tient également à se démarquer des communistes alors que la Tunisie est victime de grèves à répétition. Le moment semble favorable car depuis six mois, une coalition socialiste, le Cartel des gauches, est au pouvoir. Un mémoire intitulé La Question tunisienne est remis aux députés. On y rappelle le sacrifice des soldats tunisiens pendant la dernière guerre. Les réformes de 1922 y sont également sévèrement critiquées. On se plaint que les notables des conseils de caïdats sont désignés par le cheikh et que « les ouvriers, les petits artisans de la ville et les petits fellahs » sont écartés du droit électoral. On y déplore également la compétence restreinte du Grand Conseil et la disproportion entre le nombre de délégués français et tunisiens.
Mais ce déplacement rencontre peu de succès : les délégataires sont partout éconduits. Le président du Conseil Édouard Herriot refuse même de les recevoir alors qu'il les avait accueillis à bras ouverts lors de la première délégation,.

## Mise en sommeil du parti
Le 29 janvier 1926 sont promulgués les décrets dits « scélérats ». La presse est maintenant strictement règlementée, la répression des crimes et délits politiques est accrue. Malgré la campagne de presse des journaux destouriens, l'entrée en vigueur de ces lois répressives incite les nationalistes à la prudence, par peur de l'interdiction de leurs publications. Cela n'empêche pas l'accroissement du nombre de cellules dans l'arrière-pays, la création de nombreux syndicats dans toutes les corporations et la multiplication de société culturelles qui, sous couvert de littérature, d'art ou de philanthropie, permettent de conserver l'union entre les Tunisiens.
Ce travail de recrutement est mis à profit en 1931 pour dénoncer les atrocités commises par les forces armées italiennes en Libye lors du soulèvement dirigé par Omar al-Mokhtar. Des tracts sont distribués, des réunions sont organisées partout dans le pays et les sympathisants du mouvement sont incités à envoyer des télégrammes de protestations au ministère français des Affaires étrangères en demandant la saisine de la Société des Nations. La présence d'une section destourienne au Caire permet même d'obtenir des témoignages sur ce qui se passe en Cyrénaïque. Mais cette mobilisation n'a que peu d'effet sur le gouvernement français, bien décidé à ménager son voisin.

## Réveil du parti: l'affaire des naturalisés tunisiens

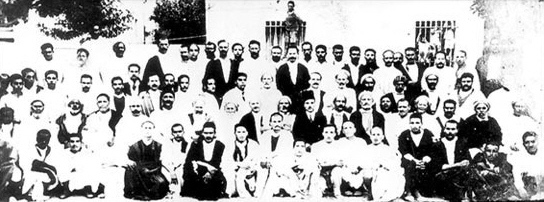
Délégation dépêchée auprès du bey concernant la question des naturalisés.

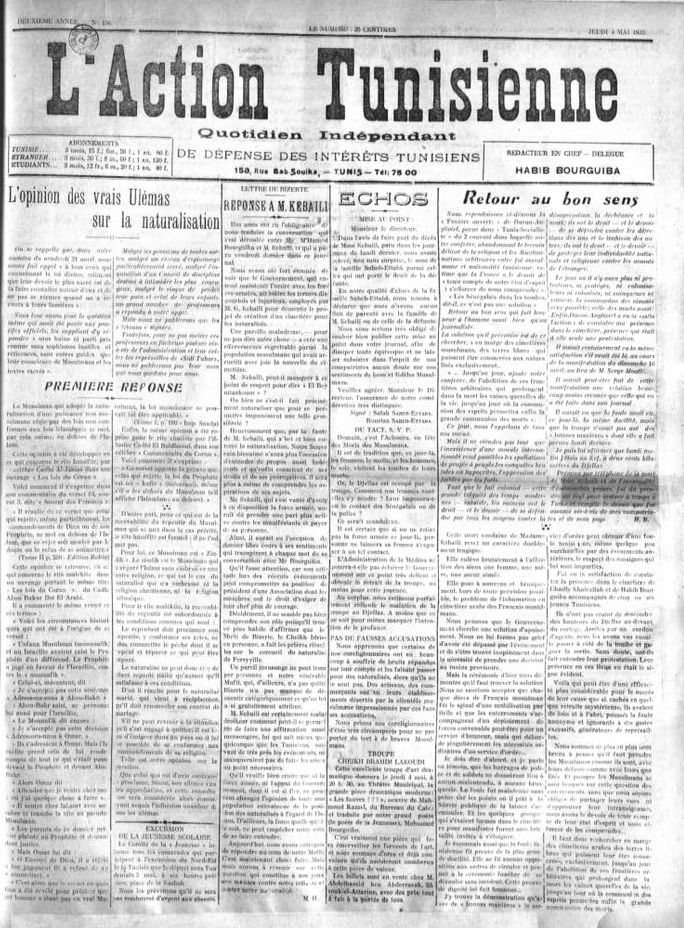
Une de L'Action tunisienne du 4 mai 1933.

L'arrivée d'une nouvelle génération de nationalistes va sonner le réveil du combat indépendantiste. Issue de la petite bourgeoisie et élevée dans les écoles françaises, elle se sent plus proche des institutions occidentales que du retour aux structures traditionnelles.
Le 1er novembre 1932 paraît le premier numéro de L'Action tunisienne avec à sa direction Habib Bourguiba, Mahmoud El Materi, Bahri Guiga, M'hamed Bourguiba, Tahar Sfar et Ali Bouhageb. La crise économique mondiale vient d'atteindre la Tunisie et le mécontentement grandit dans le pays. Ces jeunes nationalistes sentent qu'il suffirait d'une bonne cause pour relancer le mouvement nationaliste sur de nouvelles bases. L'affaire des naturalisés tunisiens va leur donner cette opportunité.
Le 31 décembre 1932, l'annonce du décès à Bizerte d'un musulman naturalisé français et la fatwa du mufti de la ville interdisant son inhumation dans un cimetière musulman mettent le feu aux poudres. L'Action tunisienne lance alors une campagne de presse qui provoque de violentes manifestations à Hammam Lif, Ferryville et Kairouan. La moindre rumeur de décès d'un naturalisé tunisien déclenche des émeutes.
La résidence générale cède : un décret daté du 6 mai 1933 préconise la création de cimetière spéciaux pour les naturalisés. Les contrôleurs civils sont invités à créer ces enclaves dans les communes où l'état d'esprit de la population les rend nécessaires.
C'est enfin un grand succès pour le Destour. La méthode est très éloignée des campagnes de pétitions et de télégrammes habituellement utilisées par les destouriens mais elle a prouvé son efficacité. Cette victoire galvanise les militants qui réclament la convocation d'un congrès extraordinaire du Destour. Celui-ci se tient les 12 et 13 mai à Tunis, à la rue de la Montagne. Auréolés de la victoire de leur campagne de presse, tout le groupe de L'Action tunisienne est élu à l'unanimité à la commission exécutive du Destour.
Le résident général, François Manceron, inquiet de cette subite renaissance, ne fait pas dans la demi-mesure. Le 31 mai 1933, un décret suspend les journaux L'Action tunisienne (Habib Bourguiba), La Voix du Tunisien (Chedly Khairallah) et La Voix du peuple (Ahmed Essafi). Le même jour, le Destour est dissous.
Ces mesures extrêmes incitent le gouvernement français à le rappeler à Paris et à le remplacer par Marcel Peyrouton le 29 juillet 1933. Dès son arrivée, il reçoit Ahmed Essafi et abolit la plupart des décrets répressifs. La suspension des journaux destouriens est levée. Le 8 janvier 1934 paraît le nouveau journal destourien, El Irada (La Volonté).

## Scission du parti: création du Néo-Destour

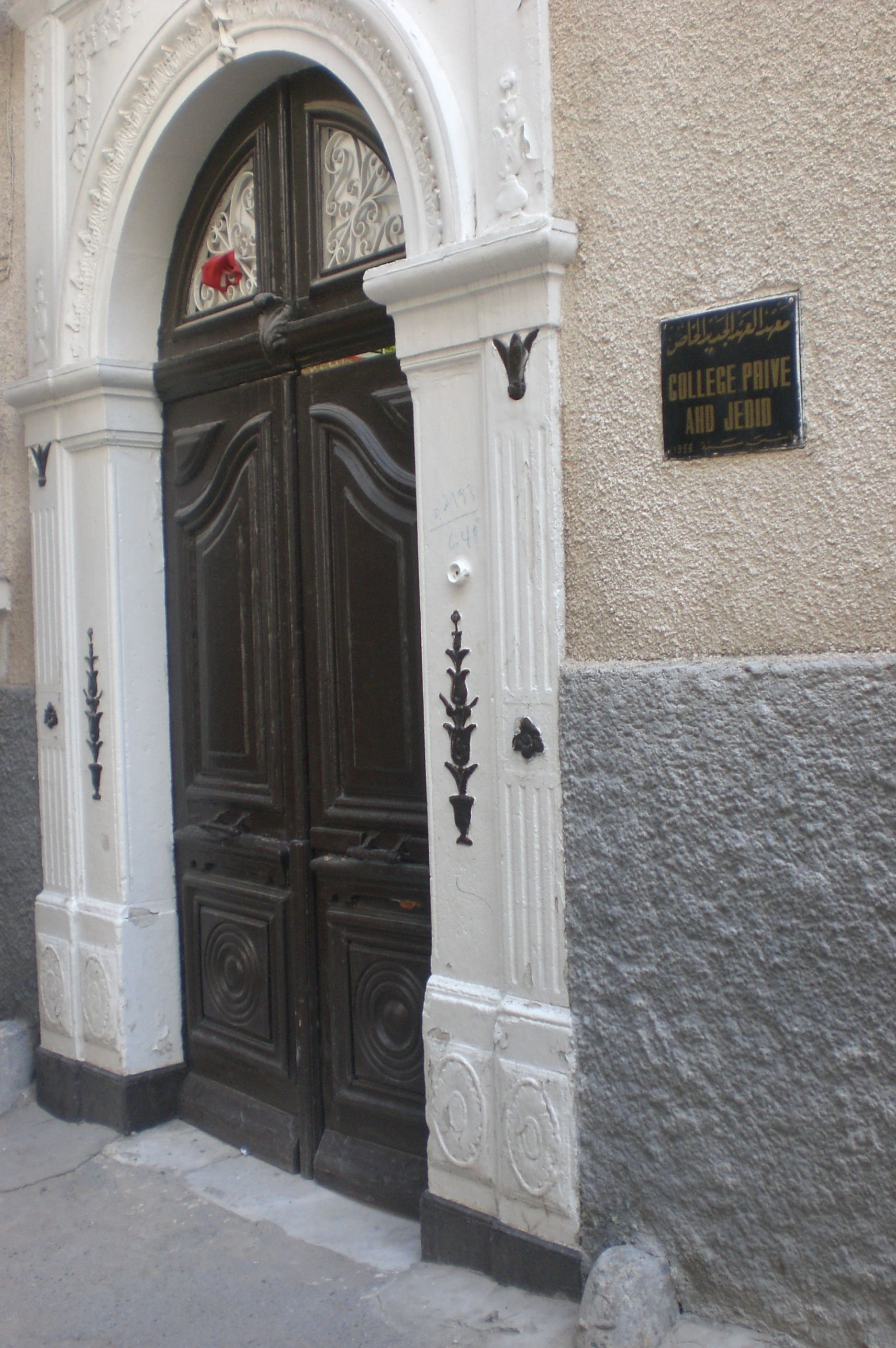
Siège du Destour, rue Gharnouta à Tunis.

Le conflit entre les deux générations de destouriens éclate à la fin de l'année 1933. Le 4 septembre, à la suite de la fusillade au cimetière de Monastir, Habib Bourguiba mène une délégation de Monastiriens pour protester auprès du bey. Les membres de la commission exécutive lui reprochent alors d'avoir pris cette initiative sans les en avoir informés. Ulcéré, Bourguiba donne sa démission le 9 septembre.
Fin octobre, Peyrouton reçoit une délégation officielle de la commission exécutive du Destour, conduite par Ahmed Essafi et comprenant Salah Farhat, Mohieddine Klibi, Ali Bouhageb, Moncef Mestiri et Bahri Guiga. Il veut leur proposer d'intégrer une « Commission consultative d'études et de réformes tunisiennes ». Pour éviter les attaques, il leur demande de garder ces échanges confidentiels. Le soir même, Bahri Guiga relate la teneur des entretiens au directeur du journal Le Petit Matin. Furieux, Ahmed Essafi réunit la commission exécutive le 17 novembre pour entériner l'exclusion de Guiga. Le 7 décembre, par solidarité envers leur camarade, M'hamed Bourguiba, Mahmoud El Materi et Tahar Sfar démissionnent de la commission exécutive.
Le 2 mars 1934, bien qu'exclus de la direction, les démissionnaires convoquent à Ksar Hellal un congrès du Destour qui réunit les délégués des cellules des différentes régions de la Tunisie. Présidant les débats, les dirigeants de L'Action tunisienne font aux congressistes l'historique de la crise, dénoncent la politique de collaboration des membres de la commission exécutive et préconisent l'intensification de la lutte jusqu'à la victoire finale. Le congrès proclame la dissolution de la commission exécutive et approuve les statuts du nouveau parti, le Néo-Destour.

## Répression de septembre 1934
La scission du parti divise les militants. Les jeunes Tunisiens suivent avec enthousiasme ce nouveau parti qui utilise la manière forte pour forcer l'administration française à négocier. Les méthodes destouriennes paraissent bien vaines en comparaison et certains membres de la commission exécutive se laissent entraîner à suivre les manifestations et les tournées néo-destouriennes à l'intérieur du pays.

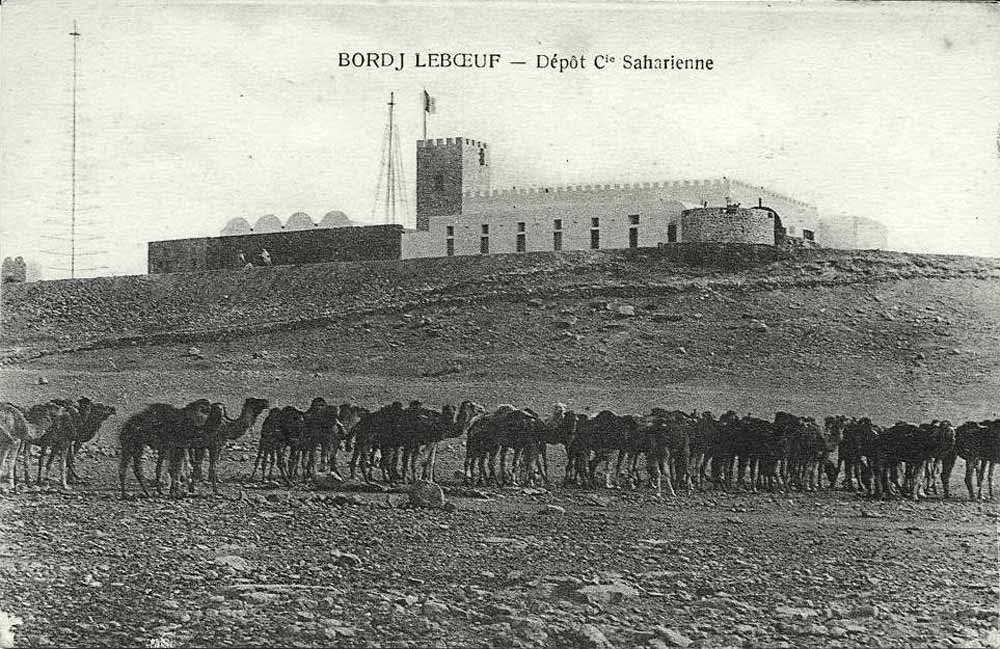
Bordj Le Bœuf.

Débordé par cette agitation qui ne cesse de croître, Peyrouton réagit violemment. Le 3 septembre 1934, il fait arrêter et interner El Materi, M'hamed et Habib Bourguiba. Il tente ainsi de diviser les nationalistes entre extrémistes et modérés mais c'est un échec. Dès le lendemain, la manifestation de soutien qui se rend au palais beylical de La Marsa réunit destouriens et néo-destouriens. Des pourparlers sont même engagés pour unifier les deux partis mais en vain. Devant l'intransigeance de la résidence générale, des émeutes éclatent partout dans le pays : elles sont particulièrement violentes à Moknine où trois émeutiers et un gendarme indigène sont tués. Le 1er janvier 1935, Ahmed II Bey est violemment interpellé par des manifestants qui lui réclament d'intervenir en faveur des déportés. En réaction, dès le lendemain, des militants néo-destouriens, communistes et syndicalistes sont arrêtés et internés ainsi que trois membres du Destour (Mohieddine Klibi, Cheikh Karkar et Ali Boukordagha). Le 3 avril 1935, tous les déportés sont regroupés à Bordj le Bœuf où sont internés 46 néo-destouriens, trois destouriens et douze communistes.
Après le décès d'Ahmed Essafi en juillet 1935, la présidence du parti passe aux mains de Salah Farhat et Ali Bouhageb. Ces derniers tentent de renouer le contact avec Peyrouton en novembre mais en pure perte. Il faut attendre le remplacement de Peyrouton par Armand Guillon pour que les déportés soient libérés le 11 août 1936.

## Retour d'Abdelaziz Thâalbi
L'arrivée du Front populaire détend la situation politique en Tunisie. Destouriens et néo-destouriens entament des négociations pour réaliser l'unification en juin 1936 mais elles échouent devant l'opposition formelle de Bourguiba. Cet échec sépare encore plus les deux partis rivaux. Pendant que Bourguiba se rend à Paris pour y rencontrer les ministres socialistes qui sont au gouvernement, le Destour publie un manifeste en octobre 1936 qui est un violent réquisitoire contre le Parti socialiste « qui repose sur la prépondérance raciale et aspire à l'absorption ou à l'annexion ». Les rôles s'inversent. Après avoir tenté de collaborer avec la résidence générale pendant les années Peyrouton, le parti s'enferme dans une position intransigeante qui le conduit à considérer comme une trahison toute négociation avec le gouvernement français. Dans le même temps, le Néo-Destour adopte la stratégie inverse.
Face à la personnalité charismatique de Bourguiba, les destouriens comprennent que seul le retour d'Abdelaziz Thaâlbi peut sauver le parti. Toujours très populaire dans le pays, y compris au sein du Néo-Destour, beaucoup de Tunisiens espèrent qu'il sera capable d'unir les deux mouvements rivaux.

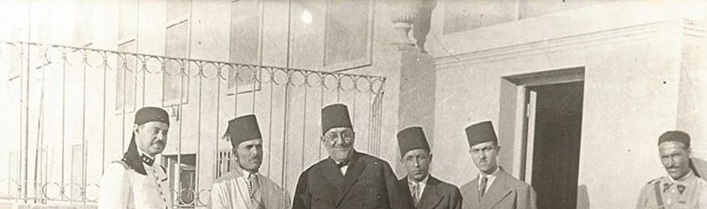
Abdelaziz Thaâlbi et Habib Bourguiba en 1937.

Le 5 juillet 1937, le vieux leader arrive au port de Tunis où l'attend une foule innombrable. Au milieu de l'accueil très bien organisé par le parti de Bourguiba, la délégation du Destour (Mohieddine Klibi, Moncef Mestiri, Ahmed Ben Miled, Habib Chelbi) a bien du mal à atteindre le « père du Destour ». Ce n'est que dans les jours suivants qu'ils peuvent se retrouver. À la grande déception des dirigeants du Néo-Destour, il est clair que Thâalbi se sent plus proche des membres du parti qu'il a fondé. Sa popularité est intacte et ses premières tournées dans le cap Bon sont triomphales. Mais sa priorité est de réaliser la réunification des deux mouvements et, à cette fin, il multiplie les réunions entre les nationalistes pour régler tous les différends.

Le 3 août 1937, il touche au but. Un comité présidé par Thâalbi est élu comprenant Tahar Sfar et Slimane Ben Slimane pour le Néo-Destour, Ali Bouhageb et Salah Farhat pour le Destour qui aura pour tâche de réaliser l'unité d'action. L'enthousiasme est de courte durée : bien que présent à la réunion, Bourguiba déclare deux jours plus tard que rien n'est fait et réclame la convocation d'un congrès qui élirait les dirigeants. Face à l'opposition du chef, les signataires néo-destouriens du comité reviennent sur leur parole et, le 11 août, c'est dans les colonnes de L'Action tunisienne que Bourguiba donne son sentiment sur les négociations en cours : 
« C'est avec une certaine émotion que nos sections de Tunis et de l'intérieur ont appris la nouvelle de la réunion purement privée, qui mardi dernier a mis en contact dans la demeure du Cheikh Thâalbi, les membres du bureau politique et certains de nos anciens camarades du « Vieux Destour ». Cette émotion n'a pas sa raison d'être. Aucune surprise n'est à craindre. Rien ne se fera sans l'assentiment et le consentement des sections. Il s'agit là d'une nouvelle tentative — après tant d'autres, hélas ! — faite cette fois sous les auspices et sur l'insistance du Cheikh Thâalbi en vue de réunir en un faisceau unique toutes les énergies qui œuvrent sincèrement pour le salut de la patrie. Cette union se fera — si jamais elle doit se faire — dans la clarté, loin de toute équivoque… ou elle ne se fera pas. »
La différence d'appréciation entre les dirigeants est nette. Unir les deux bureaux tel que le conçoit Thâalbi revient à accorder aux membres de la commission exécutive du Destour la même importance qu'aux dirigeants du Néo-Destour. S'en remettre aux militants pour décider de la place de chacun est la garantie pour Bourguiba de s'assurer du leadership grâce à ses talents d'orateur et à sa popularité. L'union des deux partis n'est une priorité pour lui que si ses rivaux, Thâalbi compris, se rangent sous ses ordres. Devant son échec à rallier sous son autorité le vieux leader, il décide de le marginaliser. Ordre est donné de le discréditer : on répand le bruit qu'il est « acheté » par le résident général, qu'il a tenté de corrompre Bourguiba. Les membres du Destour sont traités de traîtres à la solde du protectorat.
Afin de tester sa popularité, Thâalbi entame une tournée dans le pays en commençant par le cap Bon dès le 27 août. L'accueil est triomphal lors des meetings organisés à Hammamet, Menzel Bouzelfa, Béni Khalled, Korba, Menzel Temime et Kélibia. Craignant d'être débordé, Bourguiba propose au vieux leader de continuer sa tournée vers le sud. C'est ce qu'il fait à partir du 4 septembre 1937 en se dirigeant vers Hammam Sousse, M'saken, Sousse et Kerker, avant de finir dans le caïdat des Souassi,. À chaque traversée de village, il est précédé par des militants néo-destouriens qui ont l'ordre de crier des insultes et de lapider sa voiture. Thâalbi ne se décourage pas et décide de continuer sa tournée dans le nord du pays.
Ayant appris que les néo-destouriens de Béja l'attendent de pied ferme, il renonce à s'y rendre. Mais la visite à Mateur est maintenue, la ville étant un fief du Destour. Le 25 septembre, Thâalbi y arrive en compagnie de tous les membres de la commission exécutive du Destour. Il est accueilli par plusieurs centaines de militants néo-destouriens venus de Bizerte, Béja et Ferryville armés de matraques, de couteaux et de révolvers. À la fin de la journée, après des batailles rangées entre militants, on relève un mort et quatorze blessés graves.
Les visites suivantes prévues à Zaghouan, Béja et Tebourba sont annulées. Malgré l'annonce, le 2 octobre, les miliciens néo-destouriens quadrillent la ville de Béja. Les forces de police sont prises à partie et ouvrent le feu, tuant un manifestant et en blessant quatre.
Le divorce est consommé entre les deux partis. Par peur des attaques, les destouriens renoncent aux réunions publiques. Il ne leur reste plus que la presse pour répondre à leurs adversaires. Thâalbi traite dans Al Irada les dirigeants néo-destouriens de « voyous et d'aventuriers irresponsables ». Dans le même journal, Moncef Mestiri s'en prend à Bourguiba et à « ces méthodes fascistes qui rappellent celles de notre voisin italien [Benito Mussolini]. Tout cela n'augure rien de bon pour l'avenir ».
Le retour de Thâalbi donne toutefois une nouvelle impulsion au Destour. Des cellules sont réactivées à Sousse, Sfax, Mateur et Kélibia. Fin novembre 1937, deux commissions permanentes, « propagande » et « économie », sont créées. La première, présidée par Thâalbi, est subdivisée en cinq sous-commissions et comprend Mohieddine Klibi, Ezzedine Cherif, Moncef Mestiri, Ahmed Ben Miled et Abderrazak Mehiri ; la seconde est présidée par Ahmed Ben Miled et comprend Mohamed Chebbi, Mohamed Thamini, Belhassen Ben Mansour, Taïeb Djemaïl, Mohamed Ben Miled, Brahim Ounniche, Chadly Hammami, Slimane Mokaddem, Ali Boukordagha et Amor Ben Gafrache.

## Après la répression du 9 avril 1938
N'ayant pas participé aux manifestations des 8 et 9 avril, les dirigeants du Destour échappent aux arrestations. Mais la crainte d'être considérés comme des traîtres en profitant de l'affaiblissement du parti rival les incite à rester dans l'attentisme. Leur activité se résume alors à la parution de leur journal. Le témoignage à charge d'Abdelaziz Thâalbi lors de l'instruction du procès de Bourguiba ne fait rien pour arranger les relations entre les militants. Il y déclare notamment : 
« À mon avis, la responsabilité des émeutes sanglantes de 1938 est partagée moitié par les dirigeants néo-destouriens qui ont commis de véritables enfantillages en excitant le peuple, à en juger d'après leur propagande, moitié par l'administration responsable qui aurait dû intervenir plus tôt pour réprimer leurs abus.[…] Je ne puis pas dire que j'ai entendu donner des ordres pour l'émeute, mais je sais, par expérience, que les dirigeants du Néo-Destour ont des bandes à leur disposition, pour les lancer contre les gens qui les gênent comme cela m'est arrivé à Mateur et à Sousse. Et la preuve que ces bandes existent et ont agi lors des émeutes, c'est que j'ai su que très peu de temps après la convocation de Belhaouane au palais de justice le 9 avril 1938, des individus à leur solde, des propagandistes, parcouraient les rues de la ville annonçant l'arrestation de Belhaouane et invitant la population à se rassembler devant le palais de justice.

La méthode de notre parti est de faire appel à la persuasion et à la patience, alors que le Néo-Destour fait appel à la violence. Notre travail s'envisage par une action auprès des pouvoirs français mais en laissant le peuple de côté, en ne lui faisant pas de promesses,. »
Le Destour compte alors 167 cellules dont treize à Tunis et une à Paris qui regroupent environ 9 000 militants répartis principalement à Tunis, Kélibia, Essouassi, Ksar Hellal, El Jem et Sfax.
Toujours sous le coup de l'arrêté de dissolution de 1933, les dirigeants doivent prendre position à la suite du décret paru le 28 juin 1938 qui impose aux groupements politiques de prendre l'engagement de respecter les traités du protectorat et les droits du bey et de la nation protectrice. Par une résolution parue le 4 août suivant, le comité exécutif proteste contre cette législation à laquelle il estime ne pouvoir se soumettre et rend officiellement leur liberté d'action à ses deux organes de presse, Al Irada et La Charte tunisienne.

## Déclenchement de la Seconde Guerre Mondiale

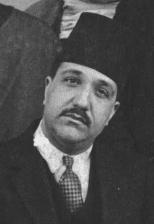
Portrait de Salah Farhat.

L'ouverture des hostilités entre la France et l'Allemagne en septembre 1939 est l'occasion pour Thâalbi de prendre clairement position en demandant à ses partisans de cesser toute activité politique pour ne pas gêner, dans la guerre, la « France au vrai visage ».

La défaite des armées françaises en juin 1940 ne remet pas en cause ces professions de foi. Salah Farhat réagit ainsi officiellement : 
« La situation politique de la Tunisie traverse actuellement une crise des plus aigües et le sort de l'Afrique française du Nord est en jeu. Il serait absurde qu'en de telles circonstances, le Destour présente un programme de revendications à un gouvernement qui, lui-même, lutte pour conserver son indépendance. »

La réaction de Thâalbi est encore plus surprenante : celui-ci accorde au maréchal Pétain un préjugé favorable et ajoute même : 
« La France actuelle, meurtrie mais forte et disciplinée, nous intéresse beaucoup plus que l'ancienne France paisible… L'Islam aime la force et la justice et a toujours montré sa préférence pour les chefs. »
Mais cette francophilie n'est pas partagée par tous les membres de la commission exécutive. Moncef Mestiri et Mohieddine Klibi, entre autres, ne restent pas indifférents aux prêches germanophiles du grand mufti de Jérusalem, Mohammed Amin al-Husseini. Ces désaccords amènent l'interruption de la parution d'Al Irada le 22 mai 1940. Privé de tout relais et de toute visibilité, le parti en est réduit à attendre des jours meilleurs pour relancer son activité. L'arrivée au pouvoir de Moncef Bey va lui en apporter l'occasion.

## Arrivée au pouvoir de Moncef Bey

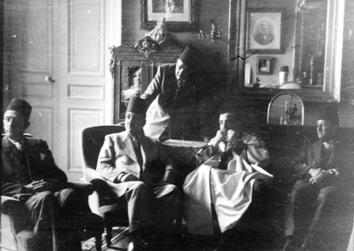
Photo à Pau le 5 octobre 1947 avec (de gauche à droite) Salah Farhat, M'hamed Bey, Raouf Bey, Moncef Bey et M'hamed Chenik.

Le 19 juin 1942, Moncef Bey monte sur le trône beylical. Tous les Tunisiens ont encore en mémoire son action lors de la crise d'avril 1922. Quant aux membres du Destour, ils savent que c'est un ami qui est maintenant souverain. Dès le lendemain de son intronisation, il reçoit les membres de la commission exécutive et leur demande de lui préparer un mémorandum fixant le programme des réformes politiques qu'il compte remettre au maréchal Pétain. Dans le même temps, il reçoit les membres du Néo-Destour, ce qui est pour lui l'occasion de condamner la scission des deux partis nationalistes qu'il qualifie « d'enfantillages ». Il leur fait alors comprendre que les deux formations politiques doivent désormais travailler ensemble, sous son autorité, sur les objectifs « qui nous sont communs ».
Le mémorandum remis aux autorités françaises le 10 août 1942 ne reçoit qu'une fin de non-recevoir polie. Mais le débarquement des troupes alliées en Algérie et au Maroc le 8 novembre change tout : l'armée allemande s'installe en Tunisie. Profitant de l'affaiblissement des autorités françaises, Moncef Bey nomme le 1er janvier 1943 un nouveau gouvernement sans que la résidence générale ait son mot à dire. Il comprend deux ministres indépendants (M'hamed Chenik et Aziz Djellouli), un ministre du Néo-Destour (Mahmoud El Materi) et Salah Farhat au ministère de la Justice.
Cette expérience gouvernementale ne dure que 134 jours. Dès la défaite des armées allemandes, Moncef Bey est déposé et son gouvernement limogé. Mais cette brève expérience a tout changé dans l'histoire du mouvement national. Pour la première fois, à l'instigation du bey, des nationalistes de tous bords ont travaillé ensemble et tenté de réformer l'administration du pays. Ils n'auront de cesse à présent de réclamer une plus large participation au gouvernement de leur pays jusqu'à l'autonomie interne.

## Création du Front national tunisien
Abdelaziz Thâalbi décède à Tunis le 1er octobre 1944. Les nationalistes de tous bords se retrouvent autour de sa dépouille et ses obsèques sont l'occasion d'une manifestation d'union de tous les militants. Destouriens et néo-destouriens décident alors de former une commission d'études chargées d'élaborer les réformes politiques en faveur du peuple tunisien. Le 30 octobre 1944, Tahar Ben Ammar, Salah Farhat, Mustapha Kaak, Habib Bourguiba, Mohamed Ben Romdhane, Hamadi Badra, Mohamed Fadhel Ben Achour et Tahar Lakhdar s'entendent sur le texte suivant : 
« En vue d'examiner les revendications du peuple tunisien en ce qui concerne les réformes d'ordre politique et les institutions démocratiques en rapport avec son degré d'évolution, un important débat s'est institué entre les assistants et a abouti à un accord unanime limitant, vu les circonstances, ces revendications à l'autonomie interne de la nation tunisienne (self government) à base démocratique et dont la forme sera déterminée par une assemblée issue d'une consultation nationale. »
Cette démarche unitaire atteint son paroxysme le 23 août 1946. Ce jour-là se tient le congrès du « Front national tunisien » qui regroupe les militants de toutes tendances. En l'absence de Bourguiba parti en Égypte, le Néo-Destour est représenté par Salah Ben Youssef et le Destour par Salah Farhat. Malgré l'intervention de la police, tous les participants ont le temps de s'accorder sur le but de leur combat : l'indépendance. Le retentissement de cette réunion est international et le résident général Charles Mast en fait les frais ; il est remplacé.

## Opposition stérile et fin du parti

### Affrontements entre le Destour et Bourguiba

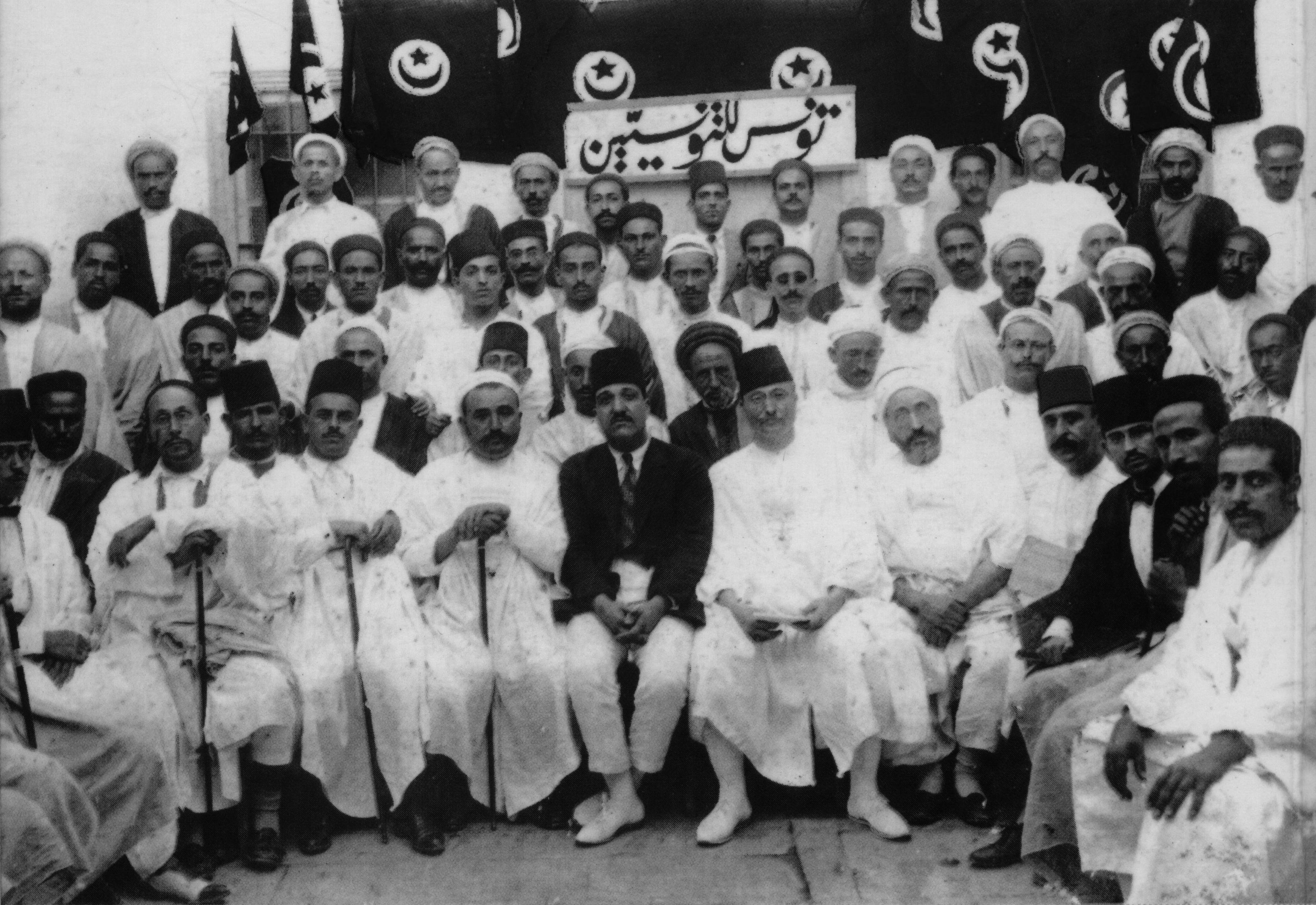
Représentants du Destour avec Salah Farhat au centre.

Le journal Al Irada reparaît en 1948 sous la direction de Moncef Mestiri, ce qui permet au parti de relayer ses mots d'ordre. Mais le succès du congrès de 1946 aveugle les dirigeants. L'unité de tous les participants pour réclamer l'indépendance leur fait considérer comme une traîtrise toute tentative d'obtenir des réformes. La participation d'un ancien du parti, Ali Bouhageb, au gouvernement Kaak de 1947 est condamnée.

Les réformes proposées par Bourguiba en 1950 sont l'occasion pour le Destour de se démarquer de son rival. Le 18 avril, lors d'une conférence de presse à Paris, celui-ci propose un programme en sept points aussitôt dénoncé par le comité exécutif qui lui reproche de vouloir « maintenir son pays à la remorque de la France alors que l'Afrique du Nord unie serait apte à se défendre vaillamment surtout avec l'aide de l'ONU » et ils ajoutent : 
« Nous lui dénions énergiquement toute qualité pour représenter l'ensemble du peuple tunisien et surtout le Destour. Nous ne pouvons, en effet, permettre que M. Bourguiba, lui qui revendique un « transfert de souveraineté », se contredise et abandonne bénévolement une partie de cette souveraineté, en admettant dans les « municipalités élues la représentation des intérêts français… » »

Dans une lettre écrite à Abed Bouhafa, secrétaire du comité de libération de l'Afrique du Nord, et parue dans le journal Le Monde le 7 avril 1952, Bourguiba répond indirectement en donnant son opinion sur les dirigeants du Destour : 
« Tu as l'air de croire que les « vieux » représentent un parti luttant comme nous dans le même but : l'indépendance de la Tunisie, mais plus intransigeant et radical. Cela n'est pas exact [...] Tu ne connais pas le fond de ces messieurs. Moi, je les connais à fond et le peuple aussi et, ce qui est plus grave, la France aussi. Tous les gens sérieux qui croyaient à leur sincérité les ont abandonnés et ils se réduisent aujourd'hui à quelques unités qui joignent la haine, le dépit et la jalousie à une peur bleue de la répression… Et ils sont bien heureux que la France ne les prenne pas au sérieux et ne prenne aucune mesure contre eux… Et depuis 1934 c'est toujours sur nous — invariablement accusés de collusion avec le colonialisme français — que la répression s'est abattue… C'est pourquoi préconiser une unité d'action avec eux, c'est bâtir sur le vide. C'est là même un fait matériel spécifiquement tunisien dont il faut tenir compte… »

### Gouvernement Chenik
La formation du gouvernement Chenik en 1950 est une nouvelle occasion ratée de peser sur le cours des évènements. Le futur grand vizir veut former un gouvernement d'union nationale chargé de négocier l'autonomie interne. Il propose donc à Salah Farhat et Moncef Mestiri d'en faire partie mais ceux-ci refusent, arc-boutés sur la résolution du congrès de 1946 réclamant l'indépendance sans préalables.

Dès la nomination du gouvernement, les articles d'Al Irada critiquent les compromissions futures et, le 11 février 1951, après la promulgation de réformes qui déçoivent beaucoup de nationalistes, Salah Farhat triomphe : 
« Accepter un ministère ? C'est la voix de l'opposition qui se tait. Accepter un ministère pour collaborer ? C'est la collaboration du fort et du faible, de celui qui veut commander et de celui qui doit obéir. Accepter un ministère, c'est tomber dans le piège tendu pieds et poings liés, c'est consentir… une avalanche d'abdications et d'humiliations absolument inutiles pour le pays. »

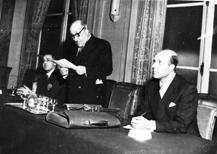
Discours de Salah Farhat à Paris à l'occasion de la plainte de la Tunisie à l'ONU en 1952, accompagné de Me Taabouri (à sa droite) et Ahmed Ben Miled (à sa gauche).

L'expérience Chenik se termine par la note du 15 décembre 1951. La répression contre les nationalistes commence dès l'arrivée du nouveau résident général Jean de Hauteclocque le 13 janvier 1952. Deux ministres tunisiens, Salah Ben Youssef et Hamadi Badra, partent pour Paris déposer une requête auprès du siège de l'ONU à Paris. Au même moment, une délégation du Destour comprenant Salah Farhat, Mohieddine Klibi, Ahmed Ben Miled, Taabouri[Qui ?] et Mohamed Salah Khattache se rend au même endroit pour y remettre un mémorandum rappelant la résolution votée le 23 août 1946 et réclamant l'indépendance. Les destouriens restés au pays se rapprochent des dirigeants du Parti communiste tunisien pour constituer en février 1952 un « Comité de défense et de solidarité humaine » chargé d'« aider matériellement et moralement, les détenus politiques et leurs familles ». En attendant que toutes ces démarches aboutissent à l'examen de la situation en Tunisie par les diplomates internationaux, les sanctions pleuvent sur les nationalistes. Moncef Mestiri est condamné à un an de prison avec sursis et un million de francs d'amende pour avoir contesté dans son journal la version officielle de la mort du colonel Durand à Sousse le 22 janvier. Les membres du Destour reçoivent des lettres de menace de la Main rouge, ce qui ne les empêche pas d'utiliser leur imprimerie pour éditer des tracts.
Cette épreuve renoue les liens entre les nationalistes et le palais beylical. Lamine Bey parvient à réunir toutes les composantes de la société tunisienne lorsqu'il convie à Carthage quarante personnalités pour apporter une réponse aux réformes proposées par De Hauteclocque. Parmi les conviés, deux membres du Néo-Destour (Aziz Djellouli et Sadok Mokaddem) et trois membres du Destour (Salah Farhat, Moncef Mestiri et Chadli Khalladi). L'assemblée des Quarante conclut au rejet des réformes proposées.

### Gouvernement Ben Ammar et indépendance
Le cauchemar prend fin lorsque Pierre Mendès France accorde l'autonomie interne à la Tunisie le 31 juillet 1954. Tahar Ben Ammar est chargé de composer le nouveau gouvernement. Il propose alors à Chadli Khalladi du Destour d'en faire partie. Mais ce dernier y met comme condition de faire partie des ministres chargés des négociations. Devant le refus de Ben Ammar, il décline la proposition et se voit remplacé par Tahar Zaouche du Néo-Destour. Le 6 août, dans un communiqué, Salah Farhat justifie la position du parti : 
« L'autonomie interne avait été solennellement reconnue par un pacte de valeur internationale : le traité du Bardo. Si, par la suite, cette autonomie a été unilatéralement violée, son rétablissement intégral ne saurait faire l'objet d'aucun marchandage. Ce retour à soixante-treize ans en arrière ne peut constituer un progrès que dans la mesure exacte où l'autonomie interne est un point de départ vers l'Indépendance totale et non un point final de notre évolution. »

Cette absence n'est pas pour déplaire aux dirigeants du parti qui veulent garder leur liberté de parole et n'oublient pas que l'indépendance est leur seul but. C'est pourquoi ils n'hésitent pas à condamner les accords d'autonomie interne signés le 3 juin 1955. Le caractère laïc des conventions les choque plus particulièrement car ils considèrent que la laïcité est « en contradiction complète avec la religion car elle reconnaît au musulman la liberté de devenir un apostat et qu'elle jure avec la monarchie puisqu'elle n'existe que dans les républiques ». Leur condamnation est encore plus nette le 22 août lorsque le comité exécutif déclare dans un communiqué : 
« Signées sans passer par un plébiscite populaire, les conventions consacrent le régime colonialiste actuel… Le gouvernement et les hommes politiques qui ont participé à ces conclusions supportent seuls les graves et lourdes responsabilités devant Dieu et l'Histoire. »
Le Destour tente alors d'organiser des réunions publiques pour exposer les raisons de son désaccord. Le Néo-Destour réactive alors ses milices. Le 14 mai 1955, un rassemblement organisé par le Destour à Sousse est attaqué par les membres de la Jeunesse destourienne ; il y a un mort et sept blessés. Des incidents similaires se produisent à M'saken, au Bardo et à Tunis au cours du mois de mai 1955.
Le Destour a une nouvelle chance d'entrer au gouvernement lors du remaniement de septembre 1955 : une délégation composée de Salah Farhat, Moncef Mestiri, Salaheddine Tlatli et Ali Abdelkader est reçue par Tahar Ben Ammar le 15. Farhat refuse la proposition le lendemain : « On nous a proposé un ministère. Nous refusons pour la dignité de notre parti, qui a été le véritable organisateur de toute résistance depuis trente-sept ans ».
L'indépendance se négocie également sans le Destour. Celle-ci est fêtée par le changement du nom du quotidien du parti d'Al Irada (La Vérité) en Al Istiklal (L'Indépendance). L'activité du parti ralentit peu à peu à la suite de la mort de ses dirigeants et à la désaffection des militants qui adhèrent en masse au Néo-Destour. Elle se concentre essentiellement sur la sortie du journal qui tente de conserver une certaine indépendance d'opinion jusqu'à son dernier numéro paru le 22 avril 1960. Le Destour disparaît à la fin des années 1960.